# Dui Prithibi
 Dui Prithibi  è un film, diretto da Raj Chakraborty, uscito nelle sale dell'India nel 2010.

## Trama
Rahul, ragazzo molto ricco, egoista e privo di scrupoli, si innamora di Nandini, studentessa di medicina idealista. Egli è innamorato, ma è interessato solo a ottenere il suo amore, ignora i nobili principi della ragazza. Le circostanze li divideranno, ma lui è deciso a riconquistarla e la seguirà in un viaggio in Puglia.

## Produzione
Questa è la quarta produzione di Bollywood realizzata in Puglia. Una commedia musicale girata nell'estate 2010 dal 21 al 23 agosto ad Alberobello e Santa Cesarea Terme dalla casa di produzione indiana Shree Venkatesh Films di Calcutta (Bengala Occidentale). Il set di Alberobello ha ricevuto l'assistenza tecnica della Alberobello Puglia Film Commission (APFC).

## Distribuzione
Il film dal 14 ottobre 2010 è programmato in 211 sale cinematografiche del Bengala Occidentale in India. La data di uscita coincide con il giorno in cui si celebra la festa religiosa induista della Dea Pūjā.